# Erholungszentrum Rheinauen

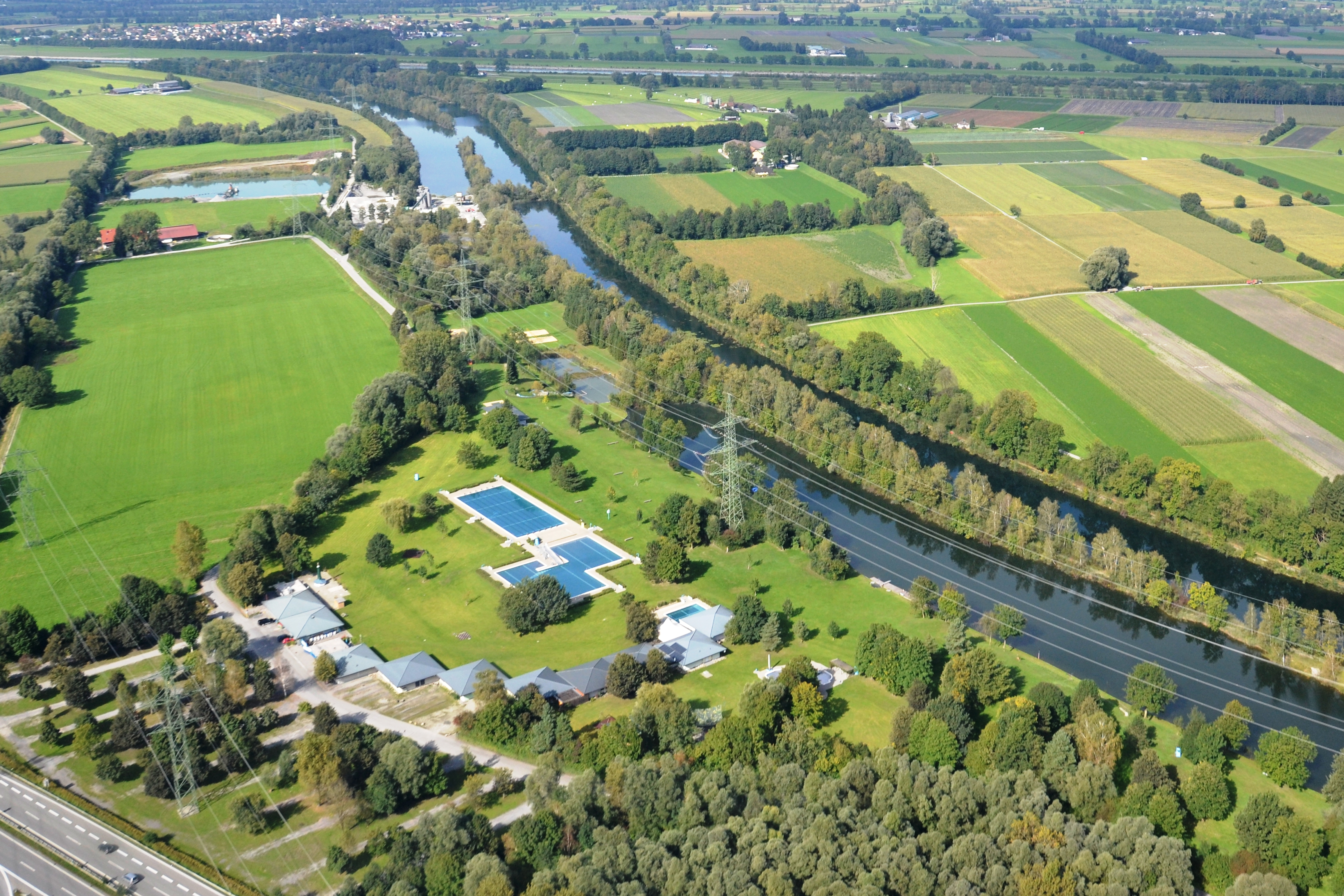
Luftansicht der Rheinauen von Osten

Das Erholungszentrum Rheinauen (kurz nur Rheinauen genannt) ist eine öffentliche Bade- und Freizeitanlage am Alten Rhein im Gemeindegebiet der österreichischen Stadt Hohenems im Bundesland Vorarlberg. Mit einer Fläche von mehr als 120.000 m² ist das Erholungszentrum nach eigenen Angaben das größte Freibad Westösterreichs. Jährlich zählt das Erholungszentrum je nach Wetterlage zwischen 110.000 und 250.000 Besucher. Die Rekordmarke an täglichen Besuchern liegt derzeit bei etwa 7.000 Gästen.
Betreiberin des Freibades ist die Erholungszentrum Rheinauen Badeerrichtungs- & Betriebsgesellschaft m.b.H., welche zu 75 % im Eigentum der Stadt Hohenems und zu 25 % im Eigentum der Gemeinde Altach steht.

## Lage
Die Anlage ist direkt am Alten Rhein gelegen, der an dieser Stelle die Staatsgrenze zwischen Österreich und der Schweiz darstellt. Sie befindet sich damit im äußersten westlichen Teil des Hohenemser Gemeindegebiets und ist auf dem Gelände zwischen Altem Rhein und der nahezu parallel zu diesem verlaufenden Rheintal/Walgau Autobahn situiert. Westlich grenzt das Gelände des Erholungszentrums Rheinauen direkt an das Gemeindegebiet von Altach im Bezirk Feldkirch, wobei sich einige kleine Teile der Anlage, nämlich einige Sportplätze, bereits auf Altacher Gemeindegebiet befinden.

## Ausstattung
Die größte Wasserfläche der Anlage ist ein 400 Meter langer Arm des Alten Rheins, ein stehendes Gewässer, das nach der Regulierung des Alpenrheins Anfang des 20. Jahrhunderts vom ursprünglichen Flussverlauf des Rheins übrig geblieben ist. Der Alte Rhein trennt an dieser Stelle die Staatsgebiete der Republik Österreich und der Schweizerischen Eidgenossenschaft, sodass der Arm des Alten Rheins, der zum Bereich des Erholungszentrums Rheinauen gehört noch auf österreichischer Seite liegt, der andere, durchgängige Arm des Alten Rheins aber zum schweizerischen Territorium zählt. Das Freigewässer ist aufgrund seiner Tiefe nur für geübte Schwimmer zugelassen. Direkt am Alten Rhein gibt es einen Sprungturm sowie seit 2013 eine mit 83 Metern Länge zu den längsten Wasserrutschen Vorarlbergs zählende Erlebnisrutsche.
Neben dem naturbelassenen Alten Rhein gibt es im Erholungszentrum Rheinauen ein 50 Meter langes Sportbecken, ein 1.150 m² großes Familienbecken und den 152 m² großen Entspannungs-Pool als Ruhebecken. Daneben existiert ein eigener Kleinkinderbereich mit zwei kleinen Rutschen, einem Mini-Wasserfall, einem Spielbach sowie einem großen Sandkasten mit eigenem Matschbereich.
Sportlich stehen im Erholungszentrum Rheinauen Beachvolleyball-Plätze und große Freiflächen für weitere sportliche Aktivitäten zur Verfügung.